# چارلز بنرمن
چارلز بنرمن (به انگلیسی: Charles Bannerman؛ زادهٔ ۳ ژوئیه ۱۸۵۱ – درگذشتهٔ ۲۰ اوت ۱۹۳۰) بازیکن کریکت استرالیایی انگلیسی‌الاصل بود. او که یک چوب‌زن راست دست بود، در سه مسابقه تست کریکت بین سال‌های ۱۸۷۷ و ۱۸۷۹ به عنوان نماینده استرالیا شرکت کرد. در سطح کشوری، او برای تیم کریکت نیو ساوت ولز بازی می‌کرد. او بعداً داور کریکت شد.

## زندگی
بنرمن در وولیچ، کنت، انگلستان در خانوادهٔ ویلیام بنرمن و همسرش، مارگارت به دنیا آمد. اندکی پس از تولد او، خانواده‌اش به نیو ساوت ولز استرالیا مهاجرت کردند؛ جایی که او به باشگاه کریکت وارویک در سیدنی پیوست. او در باشگاه وارویک به کمک ویلیام کافین، بازیکن سابق باشگاه کریکت ساری که در آن زمان نمایندهٔ نیو ساوت ولز بود آموزش دید. بنرمن بازی کریکت حرفه‌ای را قبل از اینکه اولین بازی درجه یک خود را برای نیو ساوت ولز انجام دهد در سال ۱۸۷۱ شروع کرد. او در اولین مسابقه خود، مقابل تیم کریکت ویکتوریا ۳۲ و ۳ امتیاز گرفت.

## مسابقات تست

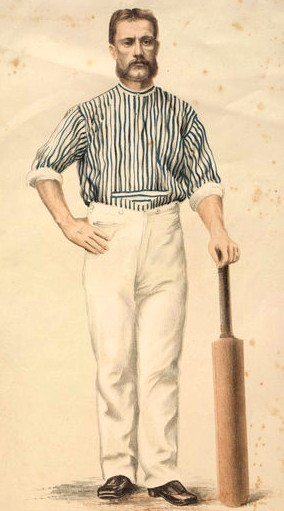
تصویر نقاشی‌شدهٔ بنرمن

بنرمن در سه مسابقه بازی کرد که بعداً به عنوان مسابقات تست شناخته شدند. اولین مسابقه بین تیم ملی کریکت استرالیا و انگلیس در زمین کریکت ملبورن در مارس ۱۸۷۷ برگزار شد. این اولین‌باری بود که استرالیا در زمین کریکت ملبورن حضور پیدا می‌کرد. او در روز اول ۱۲۶ امتیاز را به ثمر رساند و سپس در روز دوم، با کسب ۳۹ امتیاز به امتیاز ۱۶۵ رسید؛ اما مجبور به کناره‌گیری شد، زیرا انگشتش توسط توپ جورج اولیت شکسته شده بود. هری جاپ (از انگلیس) که در روز دوم ۵۴ امتیاز را به ثمر رساند، ۳۹ امتیاز چارلز بنرمن در روز دوم را بهتر کرد. امتیاز بنرمن بالاترین امتیاز یک چوب‌زن استرالیایی در اولین بازی است و ۱۶۵ امتیاز او، از مجموع ۲۴۵ امتیاز استرالیا، همچنان بالاترین نسبت (۶۷٫۳۵٪) در یک مسابقه تست کریکت است.
بنرمن در دو مسابقه دیگر که اکنون به عنوان تست شناخته می‌شود نیز بازی کرد که دومی در سال ۱۸۷۷ و سومی در سال ۱۸۷۹ برگزار شد. رکورد تست او ۲۳۹ دوش با میانگین ۵۹٫۷۵ است. در پایان اولین تست در ۱۹ مارس ۱۸۷۷، چارلز بنرمن اولین چوب‌زن تست بود که ۱۵۰ دوش در یک حرفه تست به ثمر می‌رساند. او تست را با امتیاز ۱۶۹ به پایان رساند.

## داوری
بین سال‌های ۱۸۸۷ و ۱۹۰۲، بنرمن در ۱۲ مسابقهٔ تست در استرالیا به عنوان داور شرکت کرد. اولین مسابقه او بین استرالیا و انگلیس در زمین کریکت سیدنی از ۲۸ تا ۳۱ ژانویه ۱۸۸۷ برگزار شد. انگلیس پس از به ثمر رساندن تنها ۴۵ امتیاز پیروز مسابقه شد. همکار او الیشا راولینسون بود که در تنها مسابقه تست کریکت خود داوری می‌کرد. آخرین بازی بنرمن در ملبورن در فصل ۰۲ – ۱۹۰۱، با پیروزی استرالیا با ۳۲ امتیاز پایان یافت. در دوتا از مسابقاتی که چارلز بنرمن داوری آن‌ها را برعهده داشت، برادرش، آلیک بنرمن، بازیکن مسابقه بود. با این حال هیچ اتهامی مبنی بر تعصب مطرح نشد؛ چرا که آلیک تنها ۲۳ امتیاز در چهار دور مسابقه کسب کرد.

## خانواده
چارلز بنرمن در سیدنی درگذشت و دو پسر و سه دختر از او به‌یادگار ماند. از میان فرزندان، سه تا از آن‌ها از اولین ازدواج او با الن نیل بود.